# Пролеска пролесковидная
Проле́ска пролескови́дная, или пролеска китайская (англ. Scílla scilloídes) — многолетнее луковичное растение; вид рода Пролеска семейства Спаржевые.

## Ботаническое описание

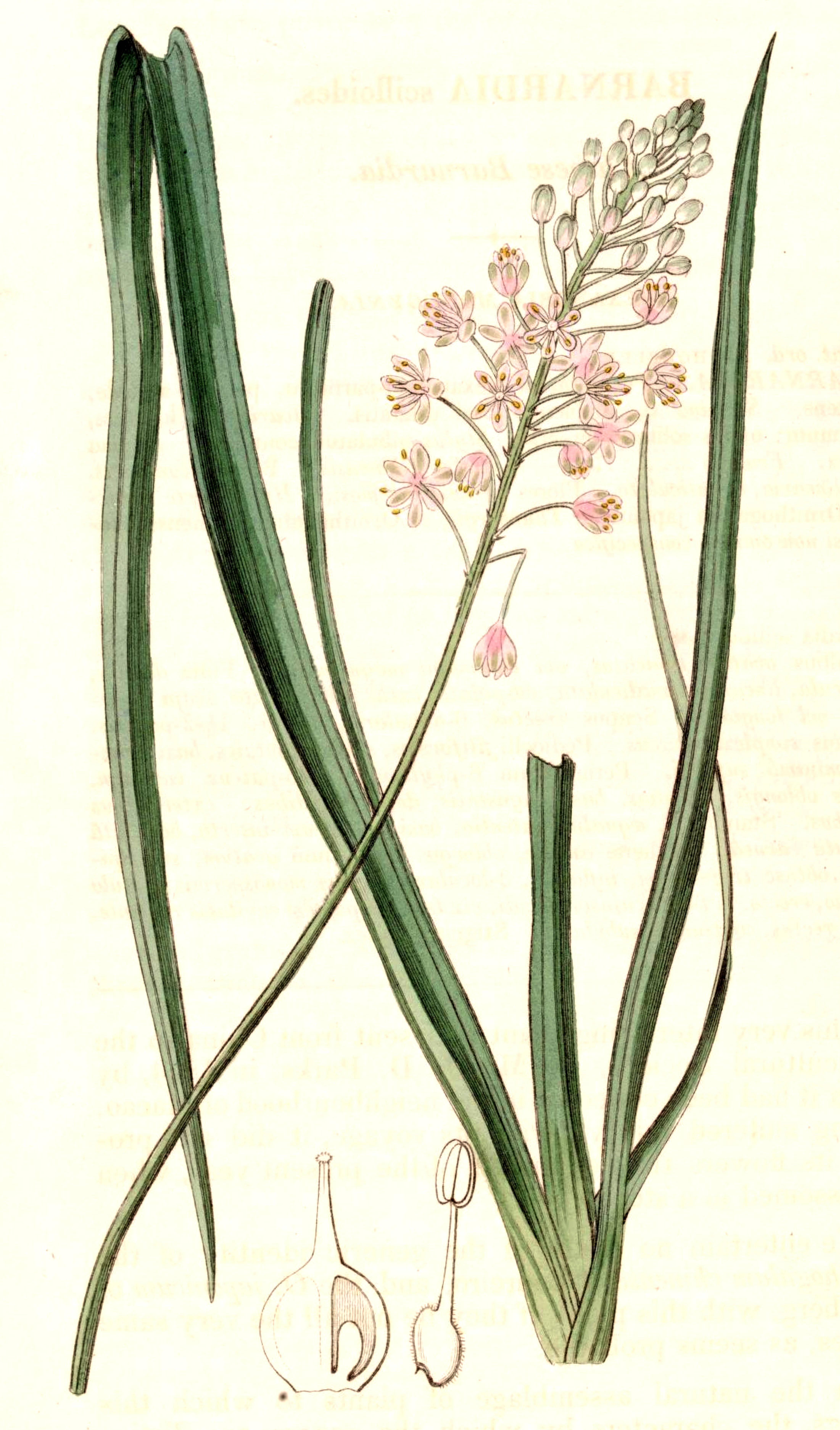
Ботаническая иллюстрация Джона Линдли из книги Botanical Register. 1826

Растение имеет яйцевидную луковицу длиной до 2,5 см, покрытую тёмно-серой чешуёй.
Листья до 25 см длиной и до 6 мм шириной, в числе от двух до восьми.
Цветонос высотой до 40 см. Розово-пурпурные цветки объединены в вытянутое соцветие.

## Распространение и среда обитания
Ареал включает крайний юг Приморского края, Корею и северо-восточный Китай. 

## Хозяйственное значение и применение
Использовалась как лекарственное растение.

## Охранный статус
Занесена в Красную книгу России.